# Bergen IK
Le Bergen Ishockeyklubb (surnommé les Flyers de Bergen) est un club de hockey sur glace de Bergen en Norvège. Il évolue en 1. divisjon, le deuxième échelon norvégien.

## Palmarès
- Aucun titre.